# Senones
Los senones (en latín, Senones) eran un pueblo galo que en tiempos de Julio César habitaba la zona que hoy en día incluye las regiones de Sena y Marne, Loiret y Yonne.
Entre los años 53 a. C. y 51 a. C. los senones estuvieron implicados en las guerras contra Julio César debido a la expulsión de la tribu de Cavarino, a quien César había apoyado para ser su rey. En el año 51 a. C. un miembro de la tribu llamado Drapes amenazó la provincia de las Galias, pero fue capturado y condenado a muerte por inanición. En este momento los galos senones desaparecen de la historia y más adelante fueron incluidos en la Gallia Lugdunensis. Sus principales ciudades fueron Sens, Metiosedo (actualmente Melun, aunque según A. Holder podría ser Meudon) y Velonoduno.
Más importante históricamente fue una rama de los senones que, alrededor del año 400 a. C., logró cruzar los Alpes y, una vez vencidos los umbrios, se asentó en la costa este de Italia, desde Forlì hasta Ancona, en la que llamaron ager gallicus. Fundaron la ciudad de Sena Gallica (Senigallia), que se convirtió en su capital. En 391 a. C. invadieron Etruria y asediaron Clusio, cuya población pidió ayuda a Roma.

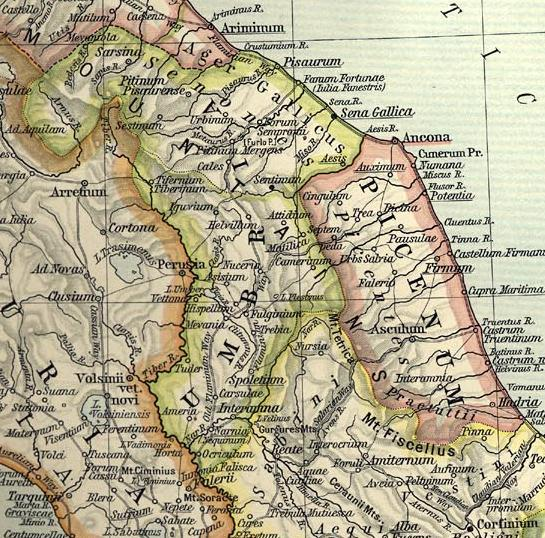
La Región V Picenum y la Región VI Umbria según un atlas histórico.

La intervención de Roma llevó a la guerra y a la derrota romana en la batalla de Alia (18 de julio de 390 a. C.) a la que siguió el  saqueo de Roma por los galos. Los galos estuvieron envueltos en hostilidades con los romanos durante 100 años, hasta que finalmente fueron derrotados por Publio Cornelio Dolabela y expulsados del territorio. No se volvió a saber nada de ellos en Italia, y es posible que formaran parte de las bandas de galos que se extendieron por las regiones del Danubio, Macedonia y Asia Menor. Se estableció una colonia romana en Sena, llamada Sena Gallica, para distinguirla de Sena Julia en Etruria.